# 히라이와 지카요시

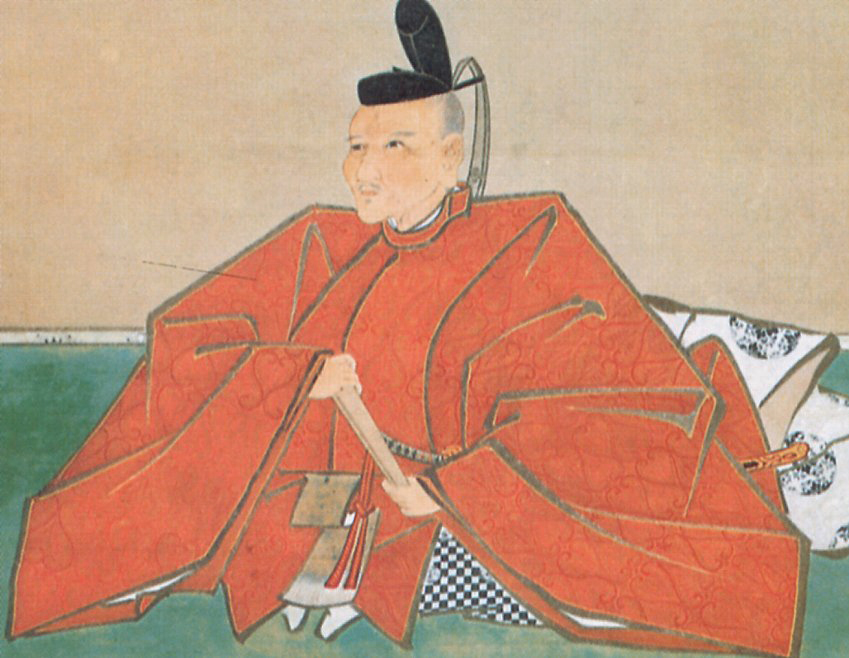
히라이와 지카요시

히라이와 지카요시(일본어: 平岩親吉, 1542년 ~ 1612년 2월 1일)는 센고쿠 시대부터 에도 시대 초기까지의 무장, 다이묘이며 도쿠가와씨의 중신이다. 고즈케국 마에바시 번 주인. 또는 오와리국 이누야마 번 주인이다.
도쿠가와 이에야스(德川家康)의 패업을 도운 공신 중 한 명이며, 도쿠가와 16신장 중 한 명이라고 일컬어진다. 『미카와후풍토기(三河後風土記)』의 저자라고 알려져 있지만, 저자 미상이라는 설도 있어 확실하지 않다.

## 생애
1542년, 미카와국 누카타노 군 사카자키 촌(현재의 아이치현 누카타노 군 고타정)에서 태어났다. 도쿠가와 이에야스와는 동갑이었기 때문에 이마가와 요시모토의 인질시대부터 이에야스를 따랐다. 1547년, 고쇼(小姓)로써 슨푸로 가게 된다.
1558년에 첫 출진한다. 이에야스의 신임은 두텁고, 미카와 통일전이나, 도토미국 평정전 등에서 전공을 쌓아, 이에야스의 장남 마쓰다이라 노부야스가 관례를 올린 뒤, 노부야스의 스승으로써 노부야스를 보좌했다. 하지만 1579년, 오다 노부나가의 요구에 의해 노부야스가 자해하면, 그 책임을 느끼고 근신으로써 칩거생활을 하게 된다. 나중에 이에야스가 용서하여 다시 복귀했다.
1582년 혼노지의 변으로 인해 오다 노부나가가 횡사, 이에야스는 1583년까지 가이국을 평정하였고, 지카요시는 이에야스의 명령으로 고후 성의 축성을 개시, 가이의 군대인 다케다 군의 신하를 위로하며, 국내 경영에 전력을 다했다. 1590년 오다와라 정벌 때, 전공을 쌓았고, 관동으로 영지가 이동 된 이에야스를 따라, 3만 3000석을 받게 된다.
세키가하라 전투 뒤의 1601년, 다시 가이에 돌아와, 고후 6만 3000석을 받게 된다. 1603년 전년도에 죽은 양자, 마쓰다이라 센치요의 동생인 도쿠가와 요시나오가 가이 25만석을 봉해지면서, 어린 요시나오의 후견으로써 집정한다. 1607년, 요시나오가 오와리 국 오와리 번주로 바뀌게 되면서, 요시나오측의 가로로써 오와리로 옮겨, 번의 정치를 집행했다. 또한 이누야마 번주로써 12만 3000석을 받게 된다.
1611년 12월 30일, 나고야성 니노마루어전에서 사망. 향년 70세.
지카요시는 대를 이을 자식이 없었기 때문에, 히라이와 씨는 단절되는 것을 애석하게 여긴 이에야스는, 8남인 마쓰다이라 센치요를 양자로 하여 대를 잇게 해 주었지만, 센치요는 1600년에 요절해버렸다. 그 때문에 자신의 사후, 이누야마 번의 영토는 요시나오에게 물려주도록 유언을 남겼다고 전해진다. 하지만 이에야스는 지카요시의 가계가 단절되는 것을 매우 애석해하며 그 옛날 지카요시가 낳았다고 전해지는 아이를 찾아내어 그 아이를 히라이와 씨의 영지를 물려받도록 하였다. 하지만 그 아이의 엄마가 이 아이는 지카요시의 아이가 아니라고 사양하였기 때문에, 결국 히라이와 씨는 1611년, 지카요시의 사망으로 인해 단절되었다.
| 전임 오가사와라 요시쓰구 | 이누야마 번 번주 (히라이와 가문) 1607년 ~ 1611년 | 후임 막부령(나루세 마사나리) |